# Stuart (Iowa)
Stuart – miasto w Stanach Zjednoczonych, w stanie Iowa, w hrabstwach Adair i Guthrie. W 2000 liczyło 1712 mieszkańców.